# Peine (ciudad)
Peine (pronunciación en alemán: /ˈpaɪ̯nə/ⓘ) es una ciudad del norte de Alemania, ubicada en el estado federado de Baja Sajonia (Niedersachsen). Ya en el año 1220 la ciudad contaba unos 50.000 habitantes. Es la capital del  distrito de Peine. La ciudad es conocida por su producción de acero – Peiner en el idioma alemán de los obreros de la construcción es sinónimo de portador de acero (Stahlträger). 

## Historia
Una escritura de 1130 menciona a Berthold von Pagin, ministerial de Lotario III, emperador del Sacro Imperio Romano Germánico, que dio su nombre a la ciudad en forma de Peine. El castillo, Burg, data de esta época o antes.
En 1201, la crónica de Hildesheim describe una disputa entre el obispo Hartbert von Hildesheim y los hermanos Ekbert y Gunzelin von Wolfenbüttel, que era el comandante en jefe del ejército y senescal alemán en la asistencia de Otto IV, emperador del Sacro Imperio Romano. Gunzelin se impuso y ganó el control de Burg, Peine y sus alrededores.
Al sur del castillo, Gunzelin fundó el pueblo de Peine en 1218 o 1220.
En 1256, Peine fue conquistada por Albrecht, duque de Brunswick-Luneburgo, y después de la muerte de Gunzelin en 1260 sus hijos perdieron el feudo de Peine en favor del obispo de Hildesheim.
También en 1260, Peine ganó el derecho de ceca. En 1954 y 1956 dos de los más grandes tesoros medievales alemanes de plata (95 piezas de ronda lingotes, con un peso de 7,5 kg, que datan del siglo XIV) se encontraron bajo las calles Stederdorfer Straße y Horstweg.

## Personajes ilustres
- Fritz Hartjenstein
- Hans-Hermann Hoppe
- Salomón Perel
- Herma Auguste Wittstock
- Rudolf Otto
- Caren Miosga
- Piezas 750

## Ciudades hermanadas
Peine tiene firmado tratado de hermandad con las siguientes ciudades:
- Heywood, Gran Mánchester, Reino Unido desde 1967
- Aschersleben,  Sajonia-Anhalt, Alemania desde 1990
- Tripolis, Grecia desde 2000
- Heinola, Finlandia
- Nanchang, China desde 2009